# 布雷賈

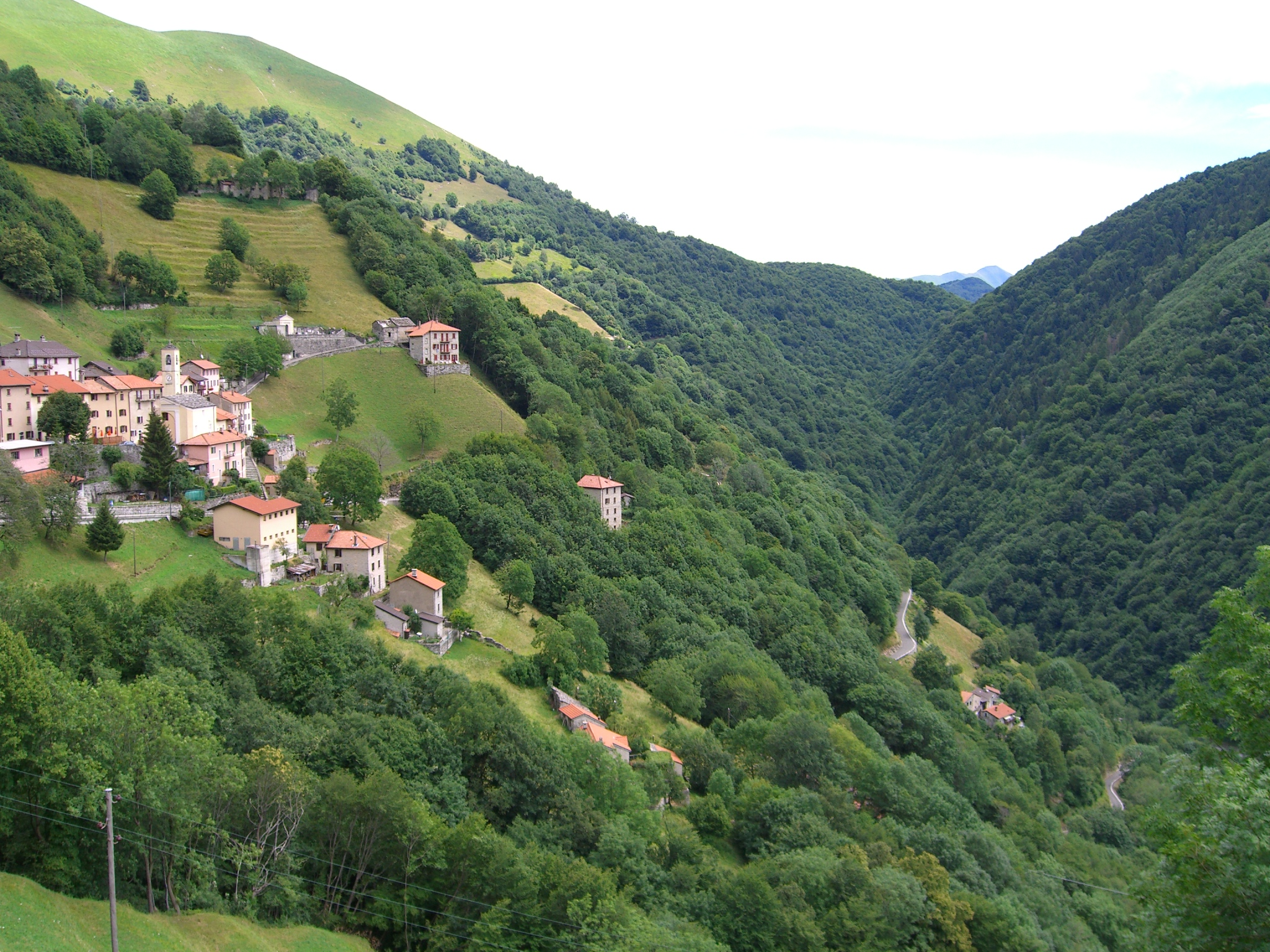

布雷賈是瑞士的城鎮，位於該國南部，由提契諾州負責管轄，面積25.48平方公里，海拔高度704米，每年平均降雨量1680毫米，2011年人口1,965，人口密度每平方公里77人。